# Sonate K. 204a
La sonate K. 204a en fa mineur est une œuvre pour clavier du compositeur italien Domenico Scarlatti.

## Présentation
La sonate K. 204a, en fa mineur, notée Allegro, forme une paire avec la sonate K. 204b selon le catalogue de Kirkpatrick, mais elles portent bien deux numéros dans Parme IV, le manuscrit principal : 22 et 23. Si la seconde est une sorte de volubile menuet, la première est plus complexe, plus longue et comprend plusieurs épisodes contrastés et des changements de mesures, successivement : , 
 et une pastorale à 
, notée Allegrissimo, sans le retour de l’allabreve dans la seconde section.

## Manuscrit
Le manuscrit principal est le numéro 22 du volume IV (Ms. A. G. 31409) de Parme (1752).

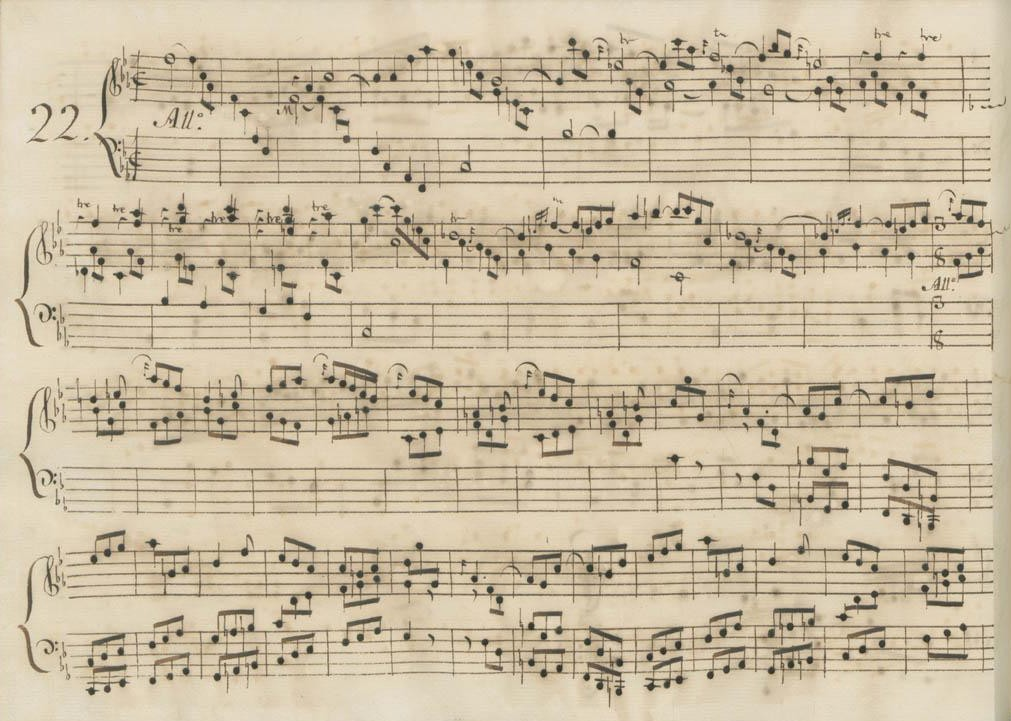
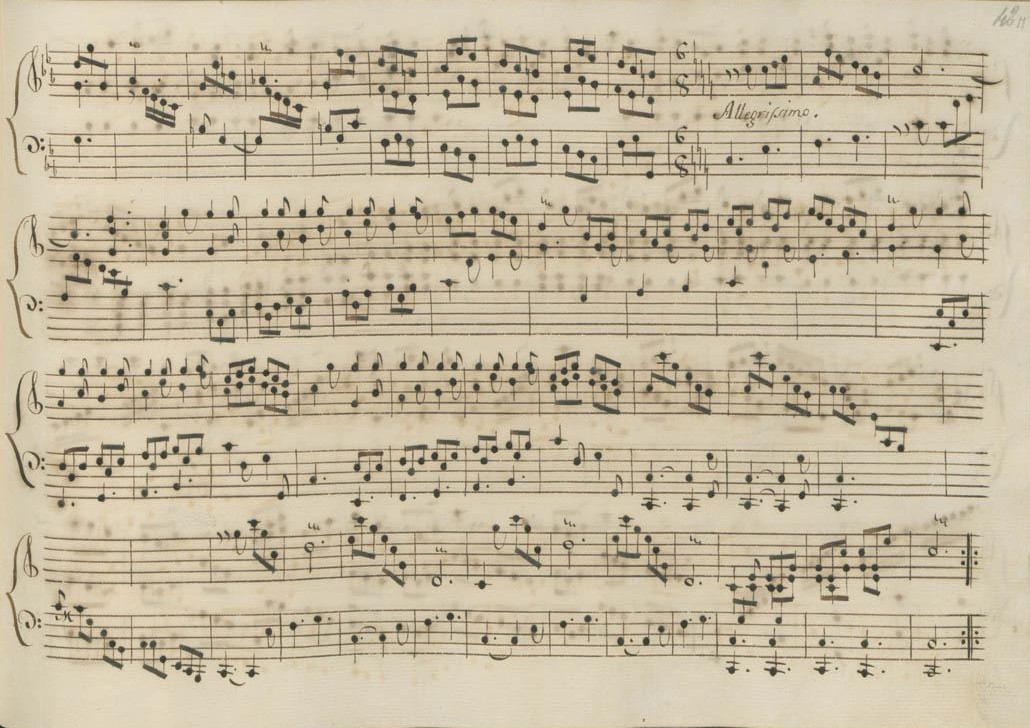
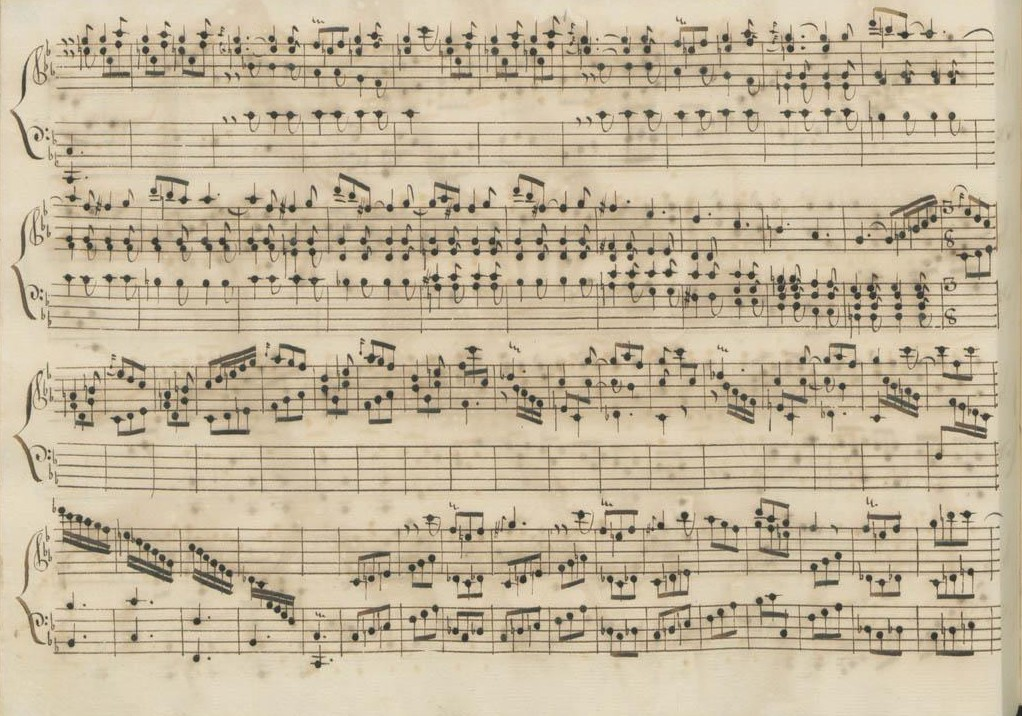
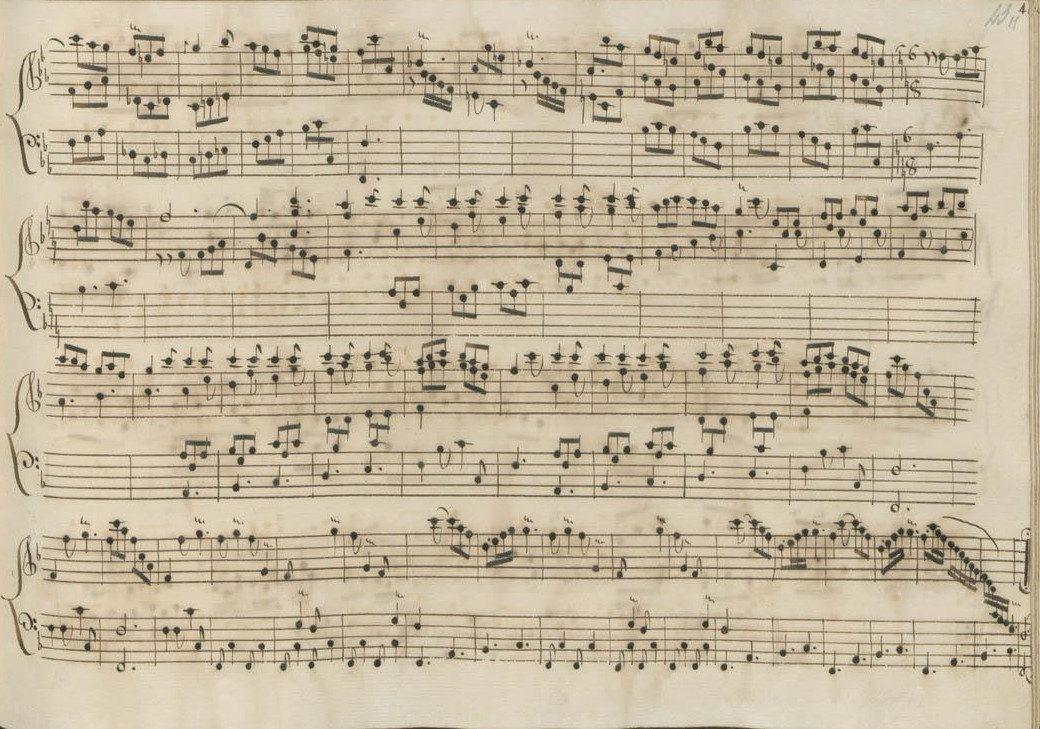

## Interprètes
La sonate K. 204a est défendue au piano, notamment par Carlo Grante (2009, Music & Arts, vol. 2) et Eylam Keshet (2016, Naxos, vol. 22) ; au clavecin par Trevor Pinnock (1981, CRD), Scott Ross (1985, Erato), Igor Kipnis (EMI), Pierre Hantaï (1992, Astrée et 2015, Mirare, vol. 4), Richard Lester (2003, Nimbus, vol. 3) et Pieter-Jan Belder (Brilliant Classics, vol. 5).

## Sources
: document utilisé comme source pour la rédaction de cet article.
- Ralph Kirkpatrick (trad. de l'anglais par Dennis Collins), Domenico Scarlatti, Paris, Lattès, coll. « Musique et Musiciens », 1982 (1re éd. 1953 (en)), 493 p. (ISBN 978-2-7096-0118-4, OCLC 954954205, BNF 34689181).
- Alain de Chambure, « Domenico Scarlatti : Intégrale des sonates — Scott Ross », Erato (2564-62092-2), 1985 (OCLC 891183737) .